# Andriej Miedwiediew (gimnastyk)
Andriej Miedwiediew (hebr. ‏אנדריי מדבדב‎; ur. 6 kwietnia 1990 r. w Rosji) – izraelski gimnastyk, srebrny medalista mistrzostw Europy.
W wieku 12 lat przeprowadził się do Izraela wraz z rodziną.